# Joanie Sommers

Erfolgreich mit
Johnny Get Angry
auf Warner Bros.

Joanie Sommers (* 24. Februar 1941 als Joan Drost in Buffalo, New York) ist eine US-amerikanische Pop- und Jazz-Sängerin, die insbesondere durch den US-Top-10-Hit Johnny Get Angry populär wurde. Als Schauspielerin wurde sie hauptsächlich in Fernsehrollen bekannt.

## Künstlerische Laufbahn
Joanie Sommers verbrachte als Joan Drost ihre Kindheit in Buffalo, 1954 zog ihre Familie nach Santa Monica in Kalifornien. Dort wurde sie Sängerin in der Highschool-Band. Von einem Talentsucher entdeckt, veröffentlichte sie 1959 bereits unter ihrem Künstlernamen Joanie Sommers ihren ersten Song auf Schallplatte. Die Plattenfirma Warner Bros. ließ sie zusammen mit dem Schauspieler Edd Byrnes auf einer Single das Duett Like I Love You singen. Nachdem Warner Bros. mit Joanie Sommers zwei Promotion-Singles produziert hatte, bekam sie 1960 einen ordentlichen Plattenvertrag, und im Mai erschien ihre erste offizielle Solo-Single. Mit dem A-Seitentitel One Boy hatte sie sofort ihr Debüt in den Hot 100 des US-Musikmagazins Billboard. Der Song war dort neun Wochen lang vertreten und stieg bis zum 54. Platz auf. Danach musste Sommers zwei Jahre auf ihren nächsten Plattenerfolg warten. Am 26. Mai 1962 notierte Billboard ihren Titel Johnny Get Angry erstmals in den Hot 100, der in der Folgezeit bis zum 7. Rang aufstieg. Er stand 14 Wochen in den Hot 100 und wurde Sommers erfolgreichster Song. Noch im selben Jahr hatte sie mit When the Boys Get Together einen weiteren Hot-100-Titel (94.), es war zugleich ihre letzte Chartnotierung. Trotzdem produzierte Warner Bros. mit ihr bis 1965 weiter regelmäßig Singles und Langspielplatten, darunter das Bossa-Nova-Album Softly, the Brazilian Sound mit dem Gitarristen Laurindo Almeida.
Bis 1970 veröffentlichte Sommers weitere Platten bei verschiedenen Labels, bevor sie einige Jahre pausierte. Neben den Musikaufnahmen wurden mit ihr auch zahlreiche Werbespots für das Erfrischungsgetränk Pepsi produziert, mit denen sie auch als das „Pepsi-Girl“ bekannt wurde. In den 1980er Jahren kehrte sie mit öffentlichen Auftritten und vereinzelten Platten noch einmal in das Musikgeschäft zurück. 1992 entstand beispielsweise das Album A Fine Romance, ein Album mit Liedern des Komponisten Jerome Kern.
Parallel zu ihrer Schallplattenlaufbahn baute sich Joanie Sommers eine weitere Karriere als Schauspielerin auf. Bereits 1960 übernahm sie ihre erste Rolle in der Fernsehserie 77 Sunset Strip, danach trat sie zahlreichen weiteren TV-Serien auf, unter anderem auch in den in Deutschland bekanntgewordenen Serien ABC Stage 67 (1966) und Verrückter wilder Westen (1969). Ebenfalls in Deutschland gesendet wurden die Fernsehfilme Die Maus auf der Mayflower (1968) und Lucy & Desi – Blick hinter die Kulissen (1991), in denen Sommers ebenso mitwirkte wie in dem Kinofilm Ein tollkühner Draufgänger (1964).

## US-Diskografie

### Vinyl-Singles
| A/B-Seite                                                    | Katalog-Nr.  | Veröffentlichung |
| ------------------------------------------------------------ | ------------ | ---------------- |
|                                                              | Warner Bros. |                  |
| One Boy / I’ll Never Be Free                                 | 5157         | Mai 1960         |
| Be My Love / Why Don’t You Do Right                          | 5177         | Oktober 1960     |
| Ruby-Duby-Du / Bob White                                     | 5183         | November 1960    |
| Seems Like Long, Long Ago / I Don’t Want to Walk Without You | 5201         | Februar 1961     |
| The Piano Boy / Serenade of the Bells                        | 5226         | Juni 1961        |
| Makin’ Whoopie / What’s Wrong with Me                        | 5241         | Oktober 1961     |
| Johnny Get Angry / Theme from “A Summer Place”               | 5275         | Mai 1962         |
| When the Boys Get Together / Passing Strangers               | 5308         | September 1962   |
| Goodbye Joey / Bobby’s Hobbies                               | 5324         | November 1962    |
| Since Randy Moved Away / Memories, Memories                  | 5339         | Februar 1963     |
| A Little Bit of Everything / Henny Penny                     | 5350         | Mai 1963         |
| One Boy / June Is Bustin’ Out All Over                       | 5361         | Mai 1963         |
| Little Girl Bad / Wishing Well                               | 5374         | Juli 1963        |
| Big Man / Goodbye Summer                                     | 5390         | Oktober 1963     |
| I’d Be So Good for You / I’m Gonna Know He’s Mine            | 5437         | Mai 1964         |
| If You Love Him / I Think I’m Gonna Cry Now                  | 5454         | Juli 1964        |
| Don’t Pity Me / My Block                                     | 5629         | Mai 1965         |
| Johnny Get Angry / One Boy                                   | 7129         | 1968             |
| Talk Until Daylight / The Great Divide                       | 7251         | Dezember 1968    |
|                                                              | Columbia     |                  |
| You’ve Got Possibilities / Never Throw Your Dreams Away      | 43567        | März 1966        |
| Alfie / You Take What Comes Along                            | 43731        | Juli 1966        |
| It Doesn’t Matter Anymore / Take a Broken Heart              | 43950        | Dezember 1966    |
|                                                              | Capitol      |                  |
| Trains and Boats And Planes / Yesterday’s Morning            | 5936         | Juni 1967        |
|                                                              | Happy Tiger  |                  |
| Little Girl from Greenwood Georgia / Step Inside Love        | 522          | 1969             |
| The Sunshine After the Rain / Tell Him                       | 537          | 1970             |
|                                                              | ABC          |                  |
| The Peppermint Choo-Choo / The Peppermint Engineer           | 12323        | 1977             |

### Langspielplatten
| Titel                                            | Katalog-Nr.       | Veröffentlichung |
| ------------------------------------------------ | ----------------- | ---------------- |
| Voice of the Sixties                             | Warner Bros. 1412 | 1961             |
| For Those Who Think Young                        | Warner Bros. 1436 | 1962             |
| Johnny Get Angry                                 | Warner Bros. 1470 | 1962             |
| Let’s Talk About Love                            | Warner Bros. 1474 | 1962             |
| Sommers’ Seasons                                 | Warner Bros. 1504 | 1963             |
| Softly, the Brazilian Sound (& Laurindo Almeida) | Warner Bros. 1575 | 1964             |
| On the Flip Side (& Rick Nelson)                 | Decca 4836        | 1966             |
| Come Alive!                                      | Columbia 2495     | 1967             |

## Charts und Chartplatzierungen

### Studioalben
| Jahr | Titel Musiklabel                   | Höchstplatzierung, Gesamtwochen, AuszeichnungChartsChartplatzierungen (Jahr, Titel, Musiklabel, Platzierungen, Wochen, Auszeichnungen, Anmerkungen) | Anmerkungen                |
| Jahr | Titel Musiklabel                   | US | Anmerkungen                |
| ---- | ---------------------------------- | --- | -------------------------- |
| 1962 | Johnny Get Angry Warner Bros. 1470 | US103 (2 Wo.)US | Erstveröffentlichung: 1962 |

### Singles
| Jahr | Titel Album                  | Höchstplatzierung, Gesamtwochen, AuszeichnungChartsChartplatzierungen (Jahr, Titel, Album, Platzierungen, Wochen, Auszeichnungen, Anmerkungen) | Anmerkungen                        |
| Jahr | Titel Album                  | US | Anmerkungen                        |
| ---- | ---------------------------- | --- | ---------------------------------- |
| 1960 | One Boy Johnny Get Angry     | US54 (9 Wo.)US | Erstveröffentlichung: Juli 1960    |
| 1962 | Johnny Get Angry             | US7 (14 Wo.)US | Erstveröffentlichung: Mai 1962     |
| 1962 | When the Boys Get Together – | US94 (3 Wo.)US | Erstveröffentlichung: Oktober 1962 |

## Filmografie
- 1960: 77 Sunset Strip (Fernsehserie, 2 Folgen)
- 1961: Everything’s Ducky
- 1964: Amos Burke (Fernsehserie, 1 Folge)
- 1964: Ein tollkühner Draufgänger (The Lively Set)
- 1966: ABC Stage 67 (Fernsehserie, 1 Folge)
- 1968: Mouse on the Mayflower (Fernsehfilm)
- 1969: Verrückter wilder Westen (The Wild Wild West, Fernsehserie, 1 Folge)
- 1991: Lucy & Desi: Before the Laughter (Fernsehfilm)